# Aquilegia microphylla
Aquilegia microphylla là một loài thực vật có hoa trong họ Mao lương. Loài này được (Korsh.) Ikonn. mô tả khoa học đầu tiên năm 1971.